# 乃木保典
乃木 保典（のぎ やすすけ、1881年（明治14年）12月16日 - 1904年（明治37年）11月30日）は、明治期の日本の陸軍軍人で陸軍大将・乃木希典、静子夫妻の次男。陸士15期。
日露戦争の旅順攻囲戦で戦死。最終階級は陸軍歩兵少尉。

## 生涯
1881年（明治14年）12月16日、乃木希典・静子夫妻の次男として誕生。成城学校（現在の成城中学校・高等学校）から陸軍士官学校へ進む。陸士15期の同期生には、梅津美治郎（陸軍大将）・蓮沼蕃（陸軍大将）・多田駿（陸軍大将）・谷寿夫（陸軍中将）・河本大作（陸軍歩兵大佐）らがいる。
日露戦争が開戦されると、歩兵第15連隊小隊長として出征。
出征前に母・静子は、戦死した際に遺体から異臭が放たれぬようにと銀座にある高級化粧品店・資生堂で1つ9円（当時の一般の成人女性の給与の約2か月分）もする香水を買って渡し、保典はそれをお守りとして持って行った。
1904年（明治37年）5月27日、兄・勝典は南山の戦いに参加し、腹部に重傷を負って野戦病院に運ばれ、手術・治療を受けたが、出血多量で戦死した。

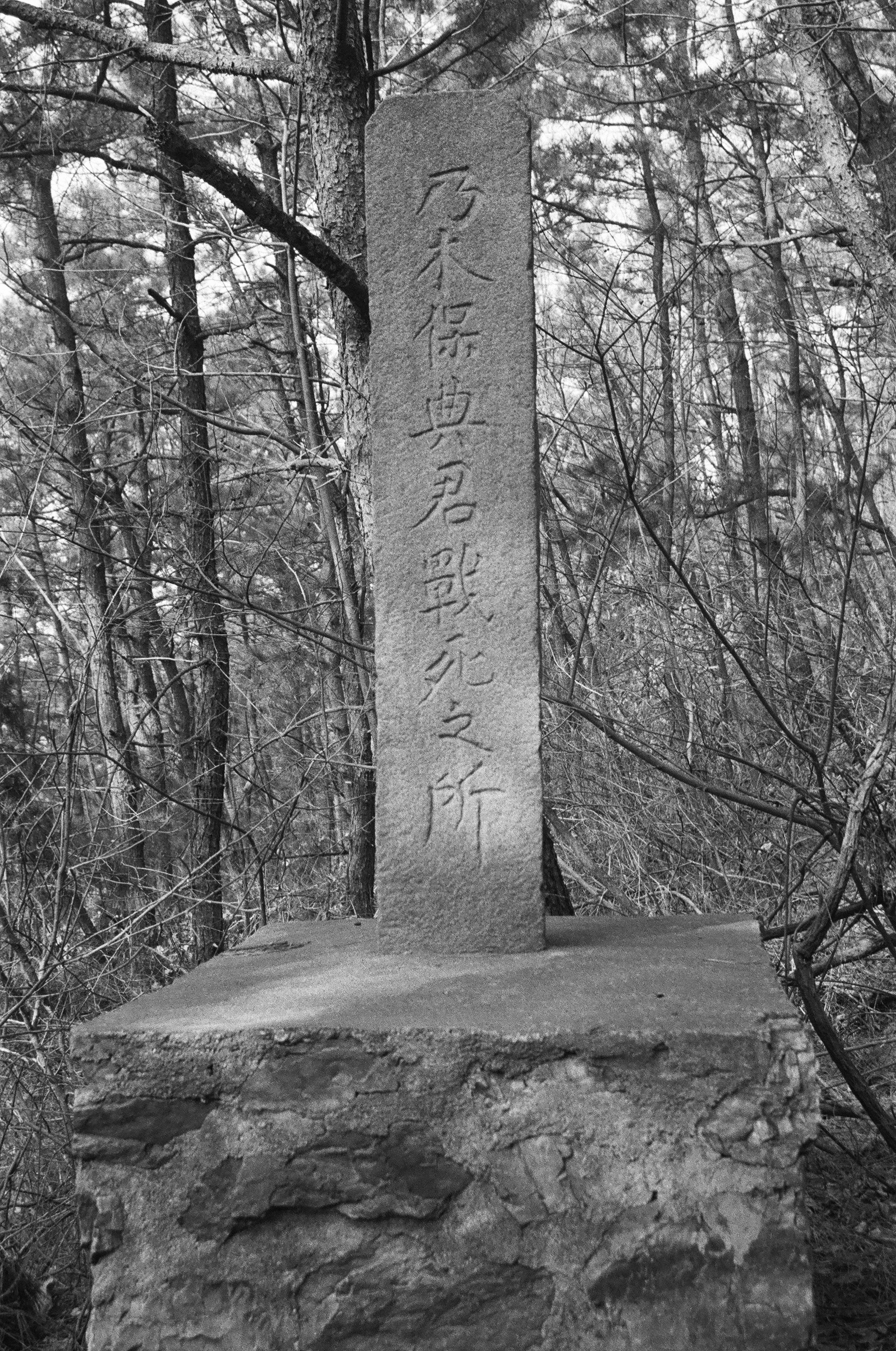
203高地に建てられた戦死の碑

その後、保典も203高地で後備第1旅団の副官任務中、ロシア軍の砲弾を至近距離に受け、岩壁から滑落し岩場に頭部が激突、頭が砕けて即死した。兄・勝典の死から6か月後のことだった。享年24（満22歳没）。

## 死後
1904年（明治37年）11月30日、特旨をもって位一級進められ正五位に昇叙。
勝典と同じく青山霊園に葬られた。
勝典・保典兄弟は未婚で死去したため、子を残すことはなかった。これにより、希典・静子夫妻の子女は全員死去。夫妻はその後、養子を迎えることをしなかったため、乃木伯爵家と夫妻の血筋は断絶した。

## 人物・逸話
- 兄の勝典と違い、両親の良い面を受け継いだ人物といわれる。
- 父親に似て前向きで明るく人懐こい性格で学才も母方に似て優秀であり、難関である陸軍士官学校の入学試験にも1発で合格している。兄の勝典は陸軍士官学校の入学試験に2度落ち、「三度目の正直」で漸く合格。それに対して勝典は僻むこともなく、2人の兄弟間の仲は良かったといわれる。
- 兄の勝典の負傷の知らせを受けた保典は比較的近い場所（203高地）を攻めていた為、進軍しながら幾度か勝典の様子を見に見舞っており、生きている勝典と最後に会った時、母・静子のことを頼まれた。しかし、この約束は後に保典が戦死したため、果たされることはなかった。
- 森鷗外は、詩集『うた日記』に収録した詩「乃木将軍」の中で、希典が保典の死を知らされた際の反応について「将軍は睫毛ひとつさえ動かさなかった」と記している。

## 栄典
- 1904年（明治37年）
  - 5月17日 - 正八位[4]
  - 11月30日 - 正五位[5]

## 家族・親族
- 祖父：乃木希次（長府藩士）
- 祖父：湯地定之（薩摩藩士）
- 父：乃木希典（陸軍軍人、教育者）
- 母：乃木静子
- 兄：乃木勝典（陸軍軍人）
- 伯父：湯地定基（薩摩藩士、政治家）
- 伯父：湯地定監（海軍軍人、政治家）
- 叔父：玉木正誼（長州藩士）
- 従弟：湯地孝（日本近代文学研究者）

## 演じた人物
映画
- 高島忠夫：明治天皇と日露大戦争（1957年、新東宝）
- 和田桂之助：明治大帝と乃木将軍（1959年、新東宝）
- 永島敏行：二百三高地（1980年、東映）

テレビドラマ
- 堀光昭：二百三高地 愛は死にますか（1981年、東映・TBS）
- 橋爪遼：NHKスペシャルドラマ「坂の上の雲」（2010年）